# هوب أ. أولسون
هوب أ. أولسون (بالإنجليزية: Hope A. Olson)‏ هي أكاديمية أمريكية، ولدت في 1942 في ووترتاون في الولايات المتحدة.